# Communauté de communes de Bourmont, Breuvannes, Saint-Blin
La communauté de communes de Bourmont, Breuvannes, Saint-Blin  est une ancienne communauté de communes française, située dans le département de la Haute-Marne et la région Grand Est.

## Historique
La communauté de communes a été créée à la suite de la réorganisation des établissements publics de coopération intercommunale dans le cadre de la réforme territoriale voulue par le schéma de départemental de coopération intercommunale négociée dans le département et validée par le préfet le 27 décembre 2012.
Lors de cette réorganisation, l'ancienne communauté de communes du Bourmontais et l'ancienne communauté de communes du Canton de Saint-Blin ont été réunies en une seule entité (à l'exception de quelques communes) entrée officiellement en activité le 1er janvier 2013 (date à laquelle les anciennes communautés de communes ont été dissoutes.
Au regroupement initial viennent se retrancher les communes suivantes :
- Busson le 1er janvier 2014 (membre de la CC de bassin de Joinville-en-Champagne).

Le 1er janvier 2016, les communes de Bourmont et Nijon se regroupent pour former la commune nouvelle de Bourmont entre Meuse et Mouzon.
Par arrêté préfectoral du 6 décembre 2016 , elle fusionne au 1er janvier 2017 avec la communauté de « la vallée du Rognon » (16 communes) pour former la nouvelle Communauté de communes Meuse Rognon.

## Composition
La structure était composée des quarante-quatre communes au 1er janvier 2016 :
| Nom                            | Code Insee | Gentilé                 | Superficie (km2) | Population (dernière pop. légale) | Densité (hab./km2) |
| ------------------------------ | ---------- | ----------------------- | ---------------- | --------------------------------- | ------------------ |
| Illoud (siège)                 | 52247      | Illoudiens              | 13,85            | 232 (2014)                        | 17                 |
| Aillianville                   | 52003      | Aillianvillois          | 23,63            | 170 (2014)                        | 7,2                |
| Audeloncourt                   | 52025      | Audeloncourtois         | 11,60            | 88 (2014)                         | 7,6                |
| Bassoncourt                    | 52038      | Bassonicurticiens       | 6,49             | 68 (2014)                         | 10                 |
| Bourg-Sainte-Marie             | 52063      |                         | 9,19             | 99 (2014)                         | 11                 |
| Bourmont entre Meuse et Mouzon | 52064      |                         | 23,78            | 576 (2014)                        | 24                 |
| Brainville-sur-Meuse           | 52067      | Brainvillois            | 5,93             | 84 (2014)                         | 14                 |
| Breuvannes-en-Bassigny         | 52074      | Breuvannais             | 48,55            | 684 (2014)                        | 14                 |
| Chalvraines                    | 52095      | Chalvrainois            | 26,35            | 192 (2014)                        | 7,3                |
| Champigneulles-en-Bassigny     | 52101      | Champignollais          | 6,82             | 47 (2014)                         | 6,9                |
| Chaumont-la-Ville              | 52122      |                         | 11,22            | 115 (2014)                        | 10                 |
| Clinchamp                      | 52133      | Clinchampessois         | 16,07            | 85 (2014)                         | 5,3                |
| Doncourt-sur-Meuse             | 52174      | Doncourtois             | 5,93             | 46 (2014)                         | 7,8                |
| Germainvilliers                | 52217      | Germainvillageois       | 6,60             | 95 (2014)                         | 14                 |
| Goncourt                       | 52225      | Goncourtois             | 18,77            | 268 (2014)                        | 14                 |
| Graffigny-Chemin               | 52227      | Gouris-Taitiens         | 17,27            | 222 (2014)                        | 13                 |
| Hâcourt                        | 52234      |                         | 2,94             | 36 (2014)                         | 12                 |
| Harréville-les-Chanteurs       | 52237      | Harrévillois            | 15,76            | 293 (2014)                        | 19                 |
| Huilliécourt                   | 52243      | Huilliécourtois         | 8,87             | 119 (2014)                        | 13                 |
| Humberville                    | 52245      | Humbervillois           | 6,44             | 73 (2014)                         | 11                 |
| Lafauche                       | 52256      | Lafeischois             | 5,16             | 84 (2014)                         | 16                 |
| Leurville                      | 52286      | Leurvillois             | 10,44            | 92 (2014)                         | 8,8                |
| Levécourt                      | 52287      | Levécourtois            | 6,70             | 95 (2014)                         | 14                 |
| Longchamp                      | 52291      | Campilangeois           | 6,11             | 75 (2014)                         | 12                 |
| Maisoncelles                   | 52301      | Maisoncellois           | 4,20             | 54 (2014)                         | 13                 |
| Malaincourt-sur-Meuse          | 52304      |                         | 3,83             | 57 (2014)                         | 15                 |
| Manois                         | 52306      | Manoisiens              | 10,36            | 467 (2014)                        | 45                 |
| Mennouveaux                    | 52319      |                         | 7,80             | 69 (2014)                         | 8,8                |
| Merrey                         | 52320      |                         | 6,84             | 111 (2014)                        | 16                 |
| Millières                      | 52325      | Molériens ou Millièrois | 14,09            | 109 (2014)                        | 7,7                |
| Orquevaux                      | 52369      | Orquevoux               | 15,70            | 84 (2014)                         | 5,4                |
| Outremécourt                   | 52372      |                         | 9,10             | 100 (2014)                        | 11                 |
| Ozières                        | 52373      | Ozièrois                | 9,62             | 45 (2014)                         | 4,7                |
| Prez-sous-Lafauche             | 52407      | Preziens                | 22,59            | 317 (2014)                        | 14                 |
| Romain-sur-Meuse               | 52433      | Romanéens               | 16,44            | 125 (2014)                        | 7,6                |
| Saint-Blin                     | 52444      |                         | 22,33            | 392 (2014)                        | 18                 |
| Saint-Thiébault                | 52455      | Théobaldiens            | 0,61             | 237 (2014)                        | 389                |
| Semilly                        | 52468      |                         | 14,60            | 102 (2014)                        | 7                  |
| Sommerécourt                   | 52476      |                         | 7,66             | 80 (2014)                         | 10                 |
| Soulaucourt-sur-Mouzon         | 52482      |                         | 9,20             | 100 (2014)                        | 11                 |
| Thol-lès-Millières             | 52489      | Thollois                | 6,91             | 36 (2014)                         | 5,2                |
| Vaudrecourt                    | 52505      |                         | 2,60             | 37 (2014)                         | 14                 |
| Vesaignes-sous-Lafauche        | 52517      |                         | 13,78            | 123 (2014)                        | 8,9                |
| Vroncourt-la-Côte              | 52549      | Vroncourtois            | 4,19             | 23 (2014)                         | 5,5                |

## Administration

### Liste des présidents
| Période | Période       | Identité    | Étiquette | Qualité |
| ------- | ------------- | ----------- | --------- | ------- |
| ?       | décembre 2016 | Bernard Guy |           |         |

### Siège
Initialement le siège de la communauté avait été défini de façon provisoire à Bourmont (ancien siège de l'ancienne CC du Bourmontais) , mais a été depuis 2014 défini à Illoud.
Au-delà de son établissement pour le siège, la communauté a repris un établissement déplacé aussi administrativement à Illoud, le Projet Touristique du Bourmontais qui a été repris de l'ancienne CC du Bourmontais mais étendu à l'ensemble du territoire de la communauté actuelle.

## Compétences
Nombre total de compétences exercées : 22.
Au-delà des compétences obligatoires de l'EPCI, la communauté de communes a établi les compétences optionnelles suivantes transférées par les communes membres:
- la création, aménagement et entretien de la voirie (voies communales résidentielles, industrielles et commerciales, ou de liaison entre les villages, stationnement public), mais pas les plantations (et leur entretien à la charge des communes membres) et équipement des réseaux de transport d'assainissement, de sécurité civile (incendie) ou de télécommunication, la signalisation routière; ni le nettoyage et le déblaiement ou déneigement des rues et la dépollution accidentelle ;
- l'aménagement et le fonctionnement des équipements sportifs et culturels communautaires (dont la salle polyvalente d'Huilliécourt) ;
- la politique locale de l'habitat (lutte contre la précarité et l'insalubrité pour les logements locatifs et en propriété; rénovation des façades dans les communes labellisées « Petites cités de caractère ») ;
- la protection et la mise en valeur de l'environnement (dont la zone du Bassigny, classé comme site Natura 2000 n° FR2112011).

D'autre part, les communes peuvent coopérer dans les compétences facultatives suivantes :
- la collecte et le traitement des ordures ménagères et les équipements et personnels communs facilitant le recyclage et la dépollution de l'environnement ;
- l'action sociale (aménagement de maisons de santé et facilitation de l'accueil et de l'exercice des professionnels de santé dans la zone communautaire très rurale, relais d'assistance maternelle, aide à la jeunesse, centres de loisirs sans hébergement) ;
- les réseaux de télécommunication de base (développement des accès à internet à haut débit, et des réseaux mobiles) et équipements en technologies de l'information (formation à distance, équipement des écoles et salles d'activités communes) ;
- les équipements touristiques (sentiers de randonnée, camping des Hirondelles à Bourg-Sainte-Marie) ;
- l'aide à la conservation et la promotion du patrimoine (dont les ruines de l’ancienne citadelle fortifiée de La Mothe-en-Bassigny et le château de Lafauche).